# ريو ماتسومورا
ريو ماتسومورا (باليابانية: 松村 亮) (15 يونيو 1994 في يوجي في اليابان – )؛ هو لاعب كرة قدم ياباني سابق كان يلعب كلاعب وسط.

## وصلات خارجية
- ريو ماتسومورا على موقع رابطة كرة القدم اليابانية للمحترفين (اليابانية)
- ريو ماتسومورا على موقع قاعدة بيانات كرة القدم.إي يو (الإنجليزية)
- ريو ماتسومورا على موقع Soccerway.com (الإنجليزية)
- ريو ماتسومورا على موقع عالم كرة القدم.نت (الإنجليزية)
- ريو ماتسومورا على موقع كووورة